# يوتا هيرينغ
يوتا هيرينغ (بالألمانية: Jutta Hering)‏ هي مونتيرة ألمانية، ولدت في 18 أبريل 1924 في برلين في ألمانيا.

## وصلات خارجية
- جوتا هيرينغ على موقع IMDb (الإنجليزية)
- جوتا هيرينغ على موقع ألو سيني (الفرنسية)
- جوتا هيرينغ على موقع أول موفي (الإنجليزية)
- جوتا هيرينغ على موقع قاعدة بيانات الأفلام السويدية (السويدية)
- جوتا هيرينغ على موقع قاعدة بيانات الفيلم (الإنجليزية)
- جوتا هيرينغ على موقع كينوبويسك (الروسية)